# Riebel

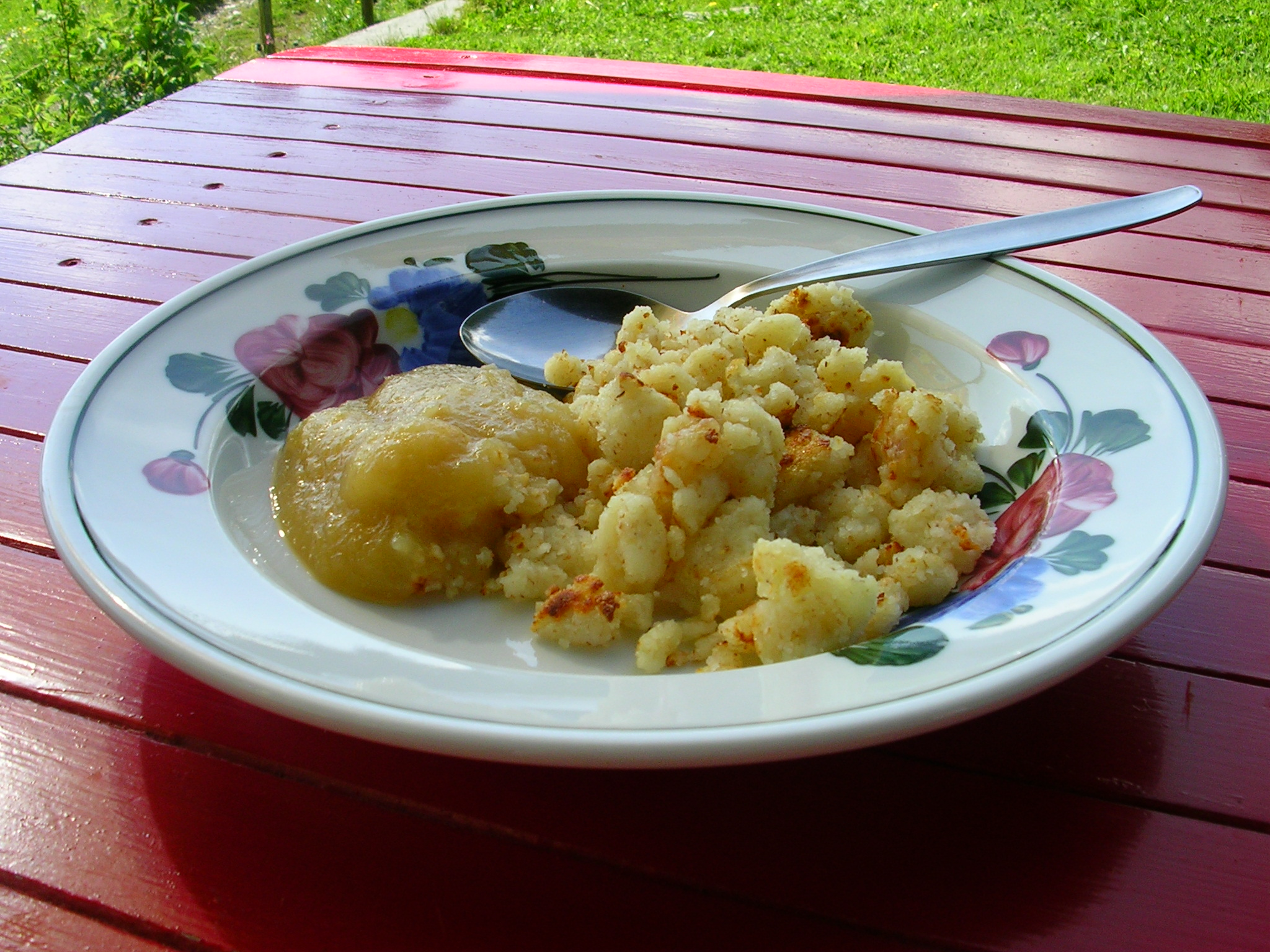
Riebel mit Apfelmus

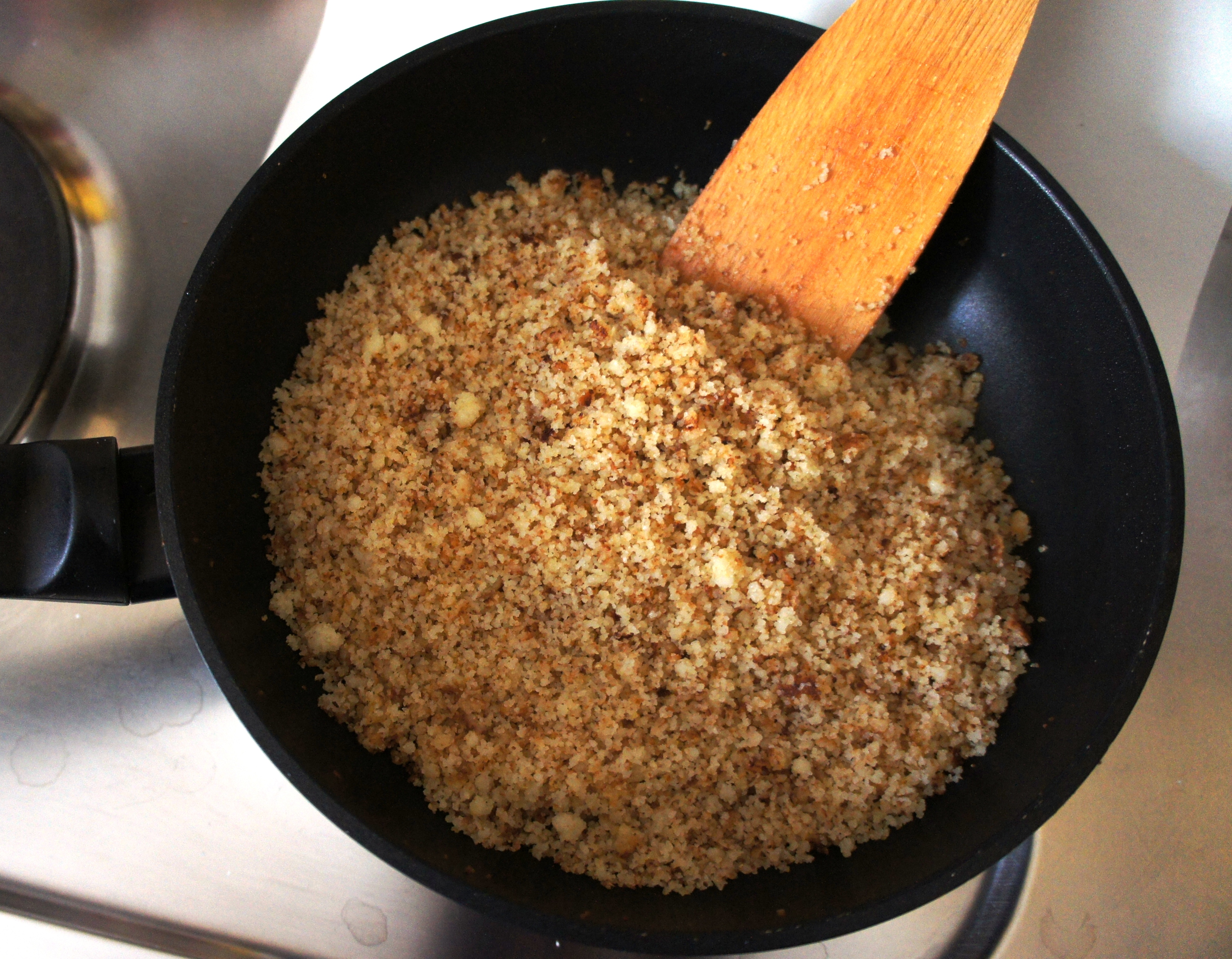
Ribel, aus Rheintaler Ribelmais, in der Bratpfanne – angebraten und bereit zum Servieren.

Riebel (Schweiz: Ribel), auch Stopfer, Pflutta oder Brösel (Montafon) genannt, ist ein einfaches Maisgericht aus dem Vorarlberger und St. Galler Rheintal, der Grenzregion von Liechtenstein, Österreich und der Schweiz. Seit August 2000 ist in der Schweiz der Rheintaler Ribelmais eine geschützte Ursprungsbezeichnung.
Es war früher – bis etwa 1970 – vor allem eine Mahlzeit der armen Leute und bäuerlichen Familien. Gegessen wurde Riebel vor allem zum Frühstück. Das Gericht wird aus einer Mischung von hellem Mais- und Weizengrieß zubereitet und meist zusammen mit Kaffee oder Milch verzehrt.
In anderen Gebieten Österreichs kennt man ein ähnliches Gericht: Sterz (von stürzen) oder Türkensterz, weil der Mais in Österreich „Türkenmais“, „Türken“ oder die slawische Bezeichnung „Kukuruz“ hatte.
Für den typischen Riebel werden Mais- und Weizengrieß in Milch mit etwas Salz aufgekocht, bis ein fester Brei entsteht. Früher wurde der Brei oft schon am Vorabend zubereitet und über Nacht zugedeckt stehen (ruhen) gelassen. Danach wird der Brei in einer Pfanne mit Butter oder Schmalz langsam (bis zu einer Stunde) gebacken. Durch das ständige Stochern („Stören“) mit einem flachen Kochlöffel entsteht der Riebel (runde, leicht angebackene, unregelmäßige Grießklümpchen). In der einfachen und häufigsten Form wird er mit Kaffee oder Milch gegessen.
Mit ein wenig Zucker entsteht aus dem Riebel eine einfache Süßspeise. Oft wird er zusammen mit Apfelmus oder Kompott verzehrt (früher auch Dörrbirnen). Eine andere Variante besteht darin, schon während des Backens frische Kirschen unterzumengen (Kriesi-Riebel).
Später wurde der Riebel durch das moderne Frühstück (Brötchen, Croissant, Cornflakes oder Müsli) etwas verdrängt. Riebel wird heute noch in Vorarlberg, Liechtenstein und in der Ostschweiz (vor allem Rheintal) geschätzt und gegessen.
Er bildet eine sättigende, vegetarische und preisgünstige Mahlzeit.